# ジョナサン・ボーンスタイン
ジョナサン・ボーンスタイン（Jonathan Bornstein, 1984年11月7日 - ）は、アメリカ合衆国カリフォルニア州トーランス出身のサッカー選手。MLS・シカゴ・ファイアーFC所属。ポジションはサイドバック。ユダヤ人とメキシコ人のクォーター。

## 経歴
カリフォルニア大学ロサンゼルス校を卒業し、2006年にチーヴァスUSAへ入団。大学時代はフォワードであったが、チーヴァスの監督であったボブ・ブラッドリーの提案で左サイドバックへコンバートされる。
すると、この提案が見事に当てはまりMLS初年度からレギュラー奪取に成功。瞬く間にリーグを代表する選手に成長し、2006年の最優秀新人賞に選出される。
2008年春に膝を負傷し戦線離脱してしまうが、見事復活を果たす。単なるサイドバックとしての存在でなく、攻撃面ではアタッカーとしても機能している。

## 所属クラブ
- クラブ・デポルティボ・チーヴァス・USA 2006-2010
- UANLティグレス 2011-2015

→  アトランテFC 2014 (loan)
→  ケレタロFC 2014-2015 (loan)
- ケレタロFC 2015-2018
- マッカビ・ネタニヤFC 2018-2019
- シカゴ・ファイアーFC 2019-

## 代表歴

### 出場大会
- アメリカ代表
  - 2010 FIFAワールドカップ

### 試合数
- 国際Aマッチ 38試合 2得点（2007年-2011年）[1]

| アメリカ代表 | 国際Aマッチ | 国際Aマッチ |
| 年           | 出場        | 得点        |
| ------------ | ----------- | ----------- |
| 2007         | 12          | 1           |
| 2008         | 1           | 0           |
| 2009         | 13          | 1           |
| 2010         | 10          | 0           |
| 2011         | 2           | 0           |
| 通算         | 38          | 2           |